# آنتانانداوا (آمباتوندرازاکا)
آنتانانداوا (به لاتین: Antanandava) یک منطقهٔ مسکونی در ماداگاسکار است که در آمباتوندرازاکا واقع شده‌است. آنتانانداوا ۱٬۸۰۰ کیلومتر مربع مساحت و ۱۱٬۰۱۳ نفر جمعیت دارد و ۱٬۰۶۴ متر بالاتر از سطح دریا واقع شده‌است.